# Hey, That's No Way to Say Goodbye
Hey, That's No Way to Say Goodbye è una canzone di Leonard Cohen contenuta nel suo disco d'esordio del 1967; pubblicato l'anno successo nel 45 giri Suzanne / Hey, That's No Way To Say Goodbye.
Tuttavia la prima incisione era stata quella della cantante Judy Collins nell'album Wildflowersin, nel novembre del 1967.

## Storia e significato
| «you know my love goes with you as your love stays with me, it's just the way it changes, like the shoreline and the sea...» | «tu sai che il mio amore è con te come il tuo amore rimane con me, è solo la distanza che cambia, come la battigia e il mare...''» (Leonard Cohen) |